# Roy Rea
Robert Rea (Belfast, 1934. november 28. – Toronto, 2005. április 5.) északír labdarúgókapus. 

## Pályafutása

### Klubcsapatban
1951 és 1953 között a Banbridge Town csapatában játszott. 1953-tól 1962-ig a Glenavon FC kapuját védte, mellyel két bajnokságot (1957, 1960) és három kupát (1957, 1959, 1961) nyert. 1961-ben kölcsönben a Toronto Italiában szerepelt. Az 1962–63-as szezonban a Glentoran játékosa volt. 1963-ban Kanadába költözött és a Toronto Italia együttesében védett. 1970-ben a Burnaby Villa csapatában fejezte be a pályafutását. 

### A válogatottban
Beválogatták az 1958-as világbajnokságon szereplő északír válogatott keretébe, de végül nem utazott a csapattal Svédországba.

## Sikerei, díjai
Glenavon FC
- Északír bajnok (2): 1956–57, 1959–60
- Északír kupagyőztes (3): 1956–57, 1958–59, 1960–61